# Югославия на зимних Олимпийских играх 1952
Югославия принимала участие в Зимних Олимпийских играх 1952 года в Осло (Норвегия) в четвёртый раз за свою историю, но не завоевала ни одной медали. Страну представляли 6 спортсменов (в том числе впервые в истории 2 женщины — в лыжных гонках). Анте Гнидович работал судьей на соревнованиях по лыжному двоеборью.

## Результаты соревнований

### Горнолыжный спорт
Мужчины
| Спортсмен  | Дисциплина        | Время         | Время         | Время  | Место |
| Спортсмен  | Дисциплина        | Попытка 1     | Попытка 2     | Сумма  | Место |
| ---------- | ----------------- | ------------- | ------------- | ------ | ----- |
| Тине Мулей | гигантский слалом | Не проводится | Не проводится | 2:41.3 | 27    |
| Тине Мулей | слалом            | 1:07.5        | Не прошёл     | —      | 36    |
| Янко Штефе | скоростной спуск  | Не проводится | Не проводится | 2:40.6 | 13    |
| Янко Штефе | гигантский слалом | Не проводится | Не проводится | 2:47.5 | 33    |
| Янко Штефе | слалом            | 1:03.7        | DSQ           | —      | 31    |

### Лыжные гонки
Женщины
| Спортсменка   | Дисциплина | Время | Место |
| ------------- | ---------- | ----- | ----- |
| Нада Бирко    | 10 км      | 50:44 | 14    |
| Ангела Кордеж | 10 км      | 52:33 | 16    |

### Прыжки на лыжах с трамплина
| Спортсмен      | 1 прыжок  | 1 прыжок | 2 прыжок  | 2 прыжок | Всего | Место |
| Спортсмен      | Результат | Место    | Результат | Место    | Всего | Место |
| -------------- | --------- | -------- | --------- | -------- | ----- | ----- |
| Карел Кланчник | 96,5      | 24       | 92,0      | 34       | 188,5 | 29    |
| Янез Полда     | 101,0     | 17       | 99,5      | 19       | 200,5 | 16    |